# Brachychiton australis
Brachychiton australis är en malvaväxtart som först beskrevs av Heinrich Wilhelm Schott och Endl., och fick sitt nu gällande namn av Terracino. Brachychiton australis ingår i släktet Brachychiton och familjen malvaväxter. Inga underarter finns listade i Catalogue of Life.

## Bildgalleri

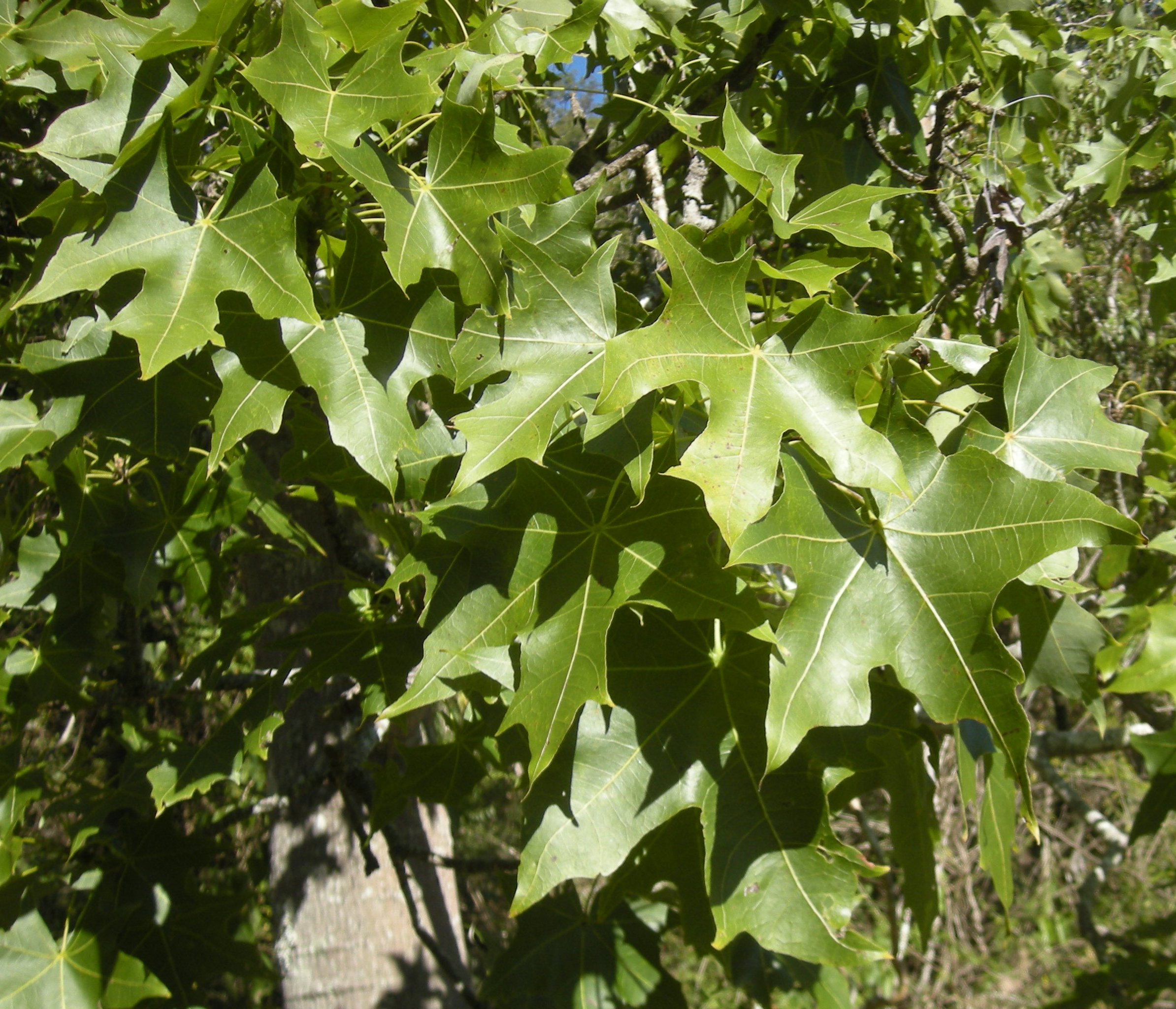
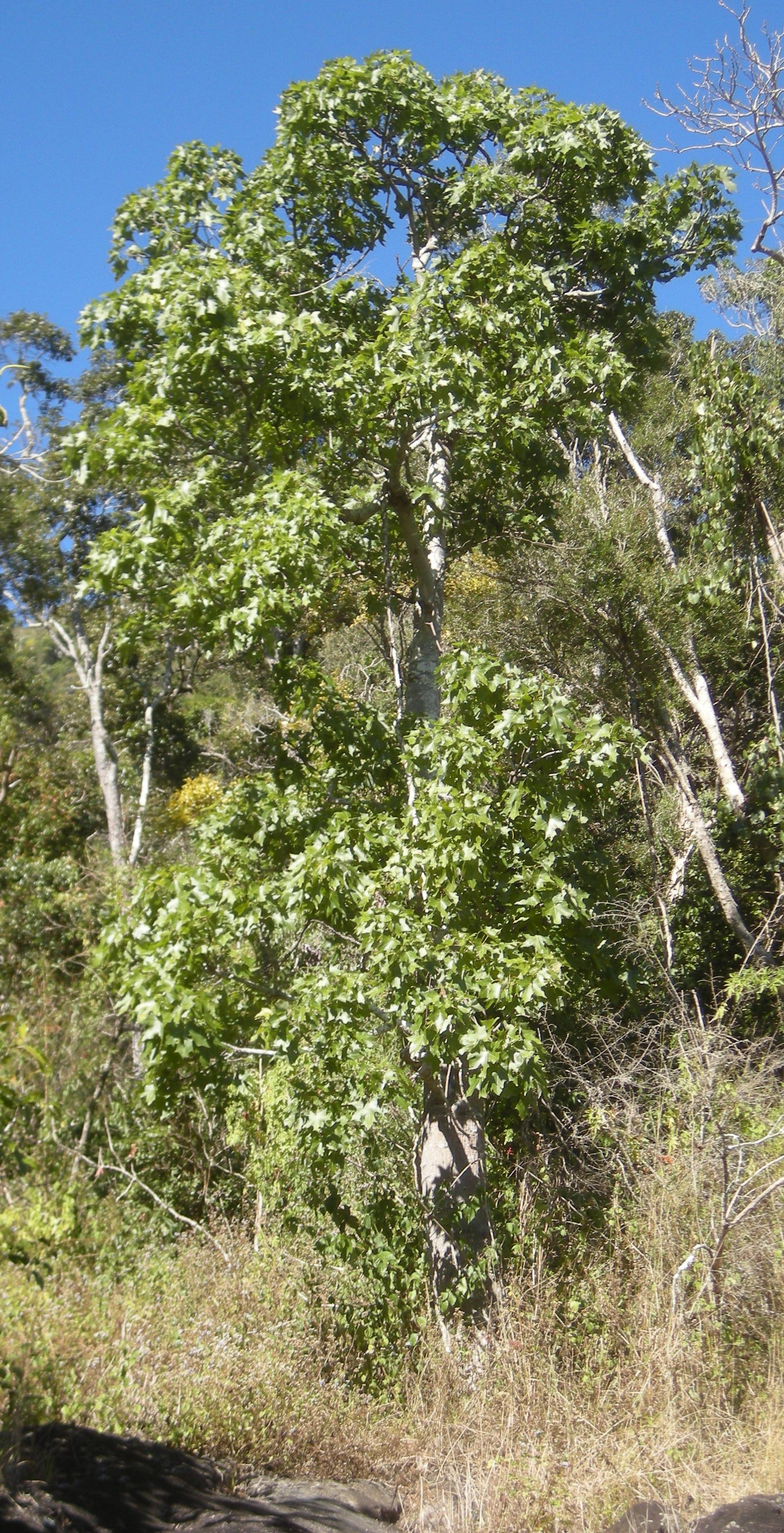